# RIK (Musiker)
RIK (bürgerlicher Name: Karl Richard Benedik; * 7. Dezember 1962 in Linz, Oberösterreich; † 29. Mai 2011 in Lambrechten) war ein österreichischer Liedermacher, Sänger und Dichter, der auch als Musiklehrer tätig war. 

## Leben

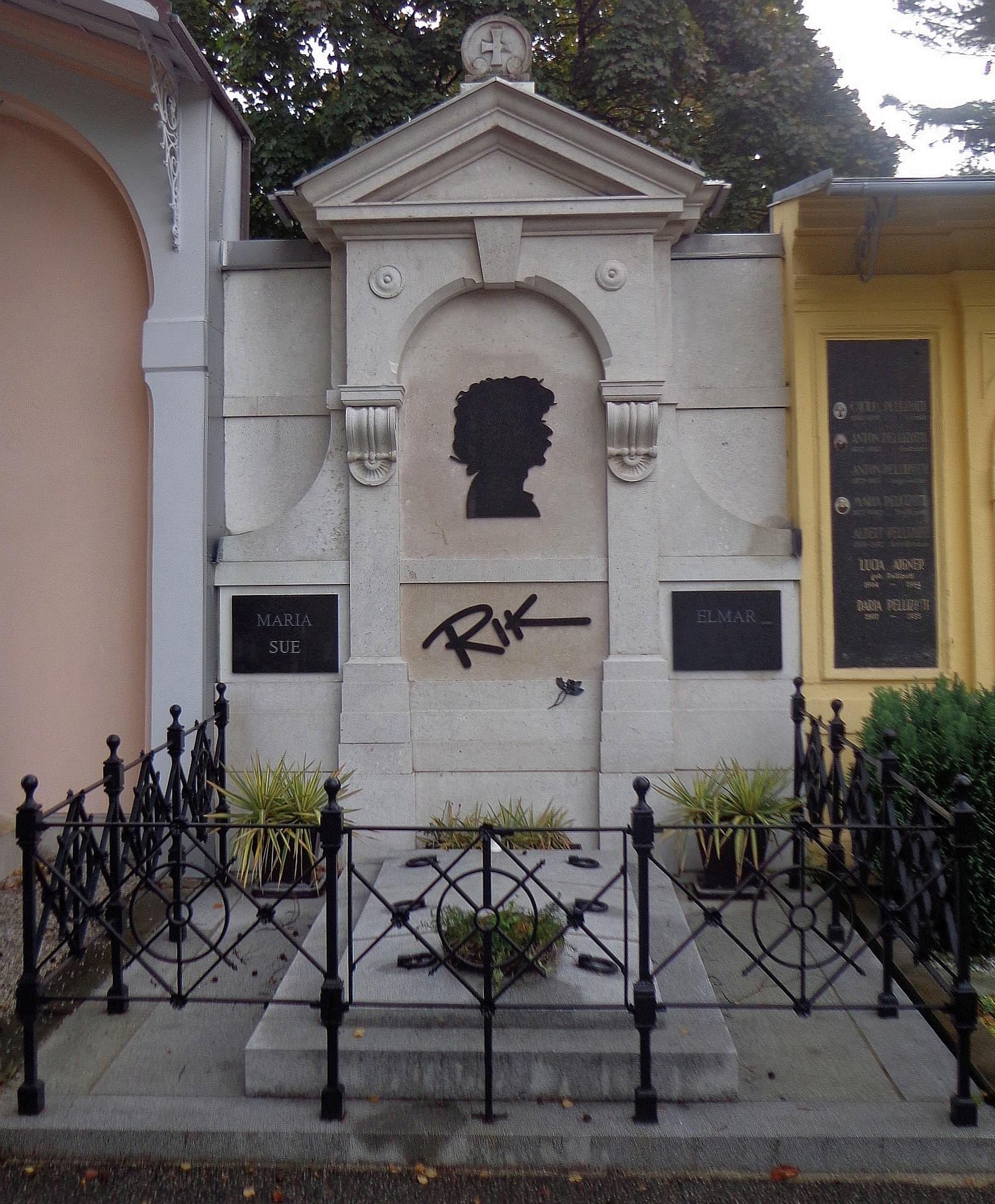
Grabstätte auf dem St. Barbara-Friedhof Linz

Mit sechs Jahren begann Benedik mit dem Erlernen des Klavierspiels, unfreiwillig zuerst, sodass er im Alter von zwölf Jahren laut seiner Aussage „die Noten hinschmiss“. Mit 15 begann er, Klavier in Schülerbands zu spielen. Später studierte er an der Universität Salzburg Deutsch und Musik und unterrichtete danach im Linzer Bundesgymnasium und im Bundeswirtschaftsrealgymnasium Körnerstraße. 
Im Jahr 1986 veröffentlichte RIK seine erste Single Sommer, nachdem er zuvor viele Absagen diverser Plattenfirmen erhalten hatte. Neben seinem Hauptberuf als Gymnasiallehrer gab er rund 120 Konzerte im Jahr und trat nicht nur mit seinem eigenen Konzertprogramm auf, sondern auch als Entertainer bei Veranstaltungen. Seine Konzertreisen führten ihn von Russland über Italien bis Brüssel und Berlin sowie nach China. Im März 2009 präsentierte er auf Einladung des Triester Vize-Bürgermeisters Paolo Rovis in Triest seine DVD Briefe nach Triest.
Sein Markenzeichen war stets schwarze Kleidung, was ihm den Namen „Schwarzer Barde“ eintrug.
RIK verstarb am 29. Mai 2011 an den Folgen von Verletzungen, die er bei einem Verkehrsunfall auf der Osternacher Straße zwischen Lambrechten und Ort im Innkreis erlitten hatte. Er befand sich auf dem Rückweg von einem Konzert auf einer Firmenfeier in Andorf. Nach Einäscherung im Urnenhain Linz-Urfahr wurde er am St. Barbara-Friedhof bestattet.

## Veröffentlichungen
- 1986: Panoramaprojekt (LP-Sampler)
- 1986: Unterwegs (LP/MC)
- 1989: Gedanken (LP/CD)
- 1991: Einblicke (LP/CD/MC)
- 2002: Seid wachsam (CD)
- 2005: Sommer Abendlieder 2 (CD-Sampler)
- 2008: Lettere a Trieste/Briefe nach Triest CD und DVD
- 2010: Trieste, tienimi qua/Meine Wege führen nach Triest (CD)

## Auszeichnungen
- Deutscher Liedermacherpreis
- Preise der int. Song Expo (2002, 2003, 2004)
- Kulturmedaille der Stadt Linz
- Kulturmedaille des Landes Oberösterreich
- Orden des OÖ Landestierschutzvereines.